# Françoise de Panafieu
Françoise de Panafieu (ur. 12 grudnia 1948 w Moyeuvre-Grande) – francuska polityk, była minister, parlamentarzystka i samorządowiec.

## Życiorys
Ukończyła studia licencjackie z zakresu socjologii. W latach 70. była asystentką jednego z paryskich posłów. Pod koniec lat 70. zaangażowała się w działalność gaullistowskiego Zgromadzenia na rzecz Republiki.
Od 1979 zasiada w radzie miejskiej Paryża. W latach 1983–2001 zajmowała stanowisko zastępcy kolejnych merów – Jacques'a Chiraca i Jeana Tiberiego. W okresie 1986–1988 sprawowała mandat posła do Zgromadzenia Narodowego z 18. dzielnicy jako zastępca Alaina Juppé, który pełnił w tym czasie funkcję rządową.
W 1988 i 1993 z powodzeniem startowała do niższej izby parlamentu już jako kandydatka gaullistów w 17. dzielnicy. W 1995, od 18 czerwca do 7 listopada, sprawowała urząd ministra turystyki w rządzie Alaina Juppé. Po powołaniu drugiego gabinetu tego samego premiera odeszła z administracji centralnej. Od 1996 do 1997 była ambasadorem Francji przy UNESCO.
W 1997 powróciła do Zgromadzenia Narodowego. W 2001 została merem paryskiej 17. dzielnicy, funkcję tę pełniła do 2008. W 2002 odnowiła mandat deputowanej, przystąpiła w tym samym roku wraz z RPR do Unii na rzecz Ruchu Ludowego. W 2007 Françoise de Panafieu po raz kolejny została posłanką, nie ubiegała się o reelekcję w 2012.